# Akaisphecia
Akaisphecia is een geslacht van vlinders uit de familie wespvlinders (Sesiidae), onderfamilie Sesiinae.
Akaisphecia is voor het eerst wetenschappelijk beschreven door Gorbunov & Arita in 1995. De typesoort is Akaisphecia melanopuncta.

## Soort
Akaisphecia omvat de volgende soort:
- Akaisphecia melanopuncta Gorbunov & Arita, 1995